# Représentations diplomatiques en Estonie

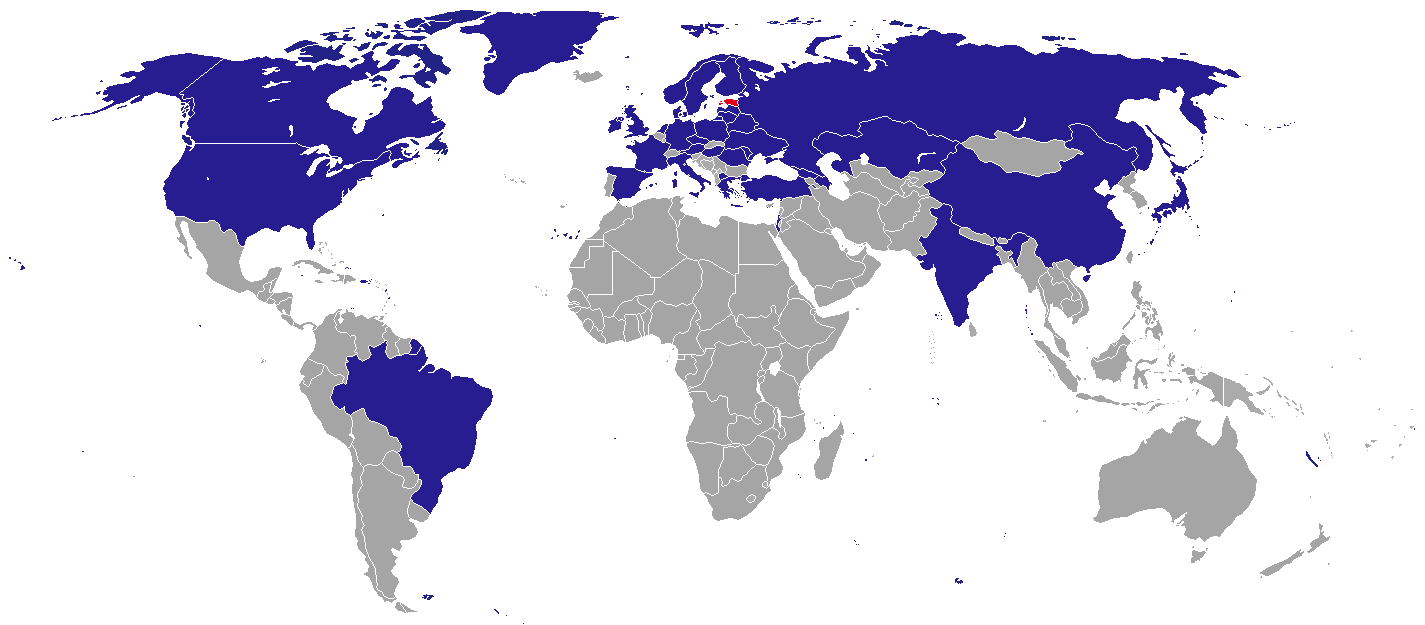
Les différents pays représentés diplomatiquement en Estonie

Les représentations diplomatiques en Estonie sont actuellement au nombre de 33. Il existe de nombreuses délégations et bureaux de représentations des organisations internationales et d'entités infranationales dans la capitale Tallinn.

## Ambassades à Tallinn
| - Autriche - Azerbaïdjan - Biélorussie - Brésil - Chine - Tchéquie - Danemark - Finlande - France - Géorgie - Allemagne - Grèce - Hongrie - Irlande - Italie - Japon | - Kazakhstan - Lettonie - Lituanie - Moldavie - Pays-Bas - Macédoine du Nord - Norvège - Pologne - Roumanie - Russie - Espagne - Suède - Turquie - Ukraine - Royaume-Uni - États-Unis |